# Metall
För andra betydelser, se Metall (olika betydelser).

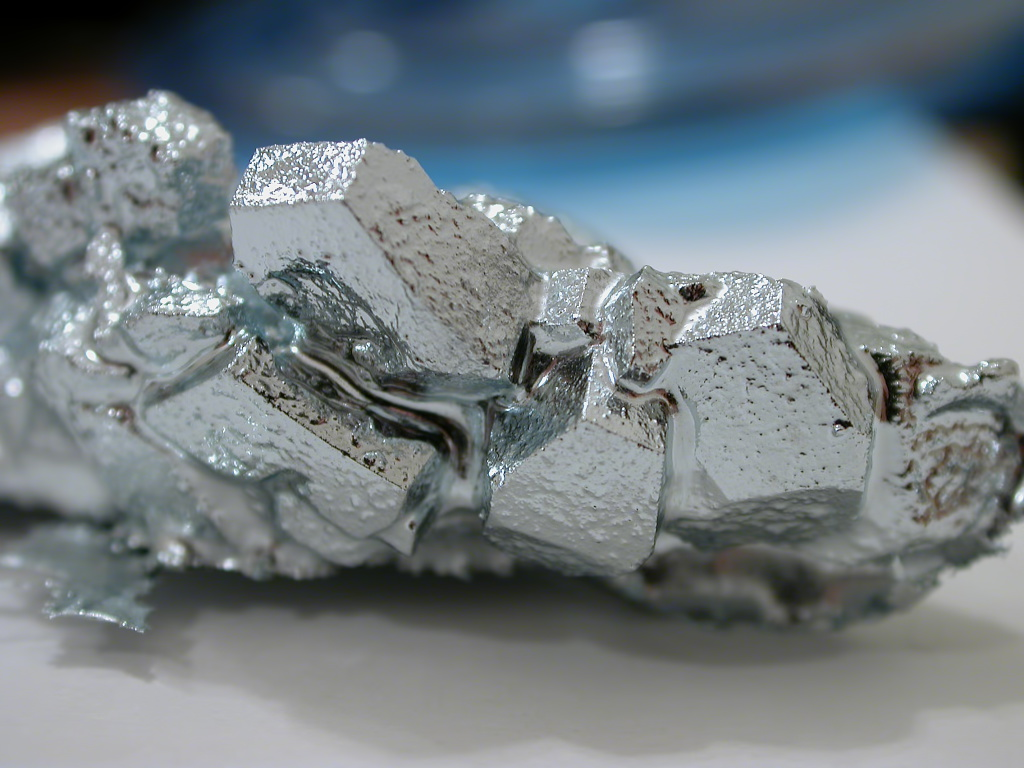
Gallium är en metall.

En metall är ett grundämne (eller en legering) med metalliska egenskaper, till exempel hög ledningsförmåga för elektricitet och för värme, formbarhet, i allmänhet hög densitet och metallglans. Några viktiga och välkända metaller är aluminium, bly, guld, järn, koppar, platina, silver, tenn och zink. Metall har haft stor betydelse i människans historia, vilket återspeglas i namn på epoker som bronsåldern och järnåldern.

## Metaller inom kemin
Metaller är den största gruppen av grundämnen; omkring 80 procent av alla grundämnen är metaller. I det periodiska systemet är metallerna inte inordnade i raka grupper eller perioder, utan återfinns under och till vänster om en diagonal linje från bor till polonium vilka kallas halvmetaller. Över och till höger om samma linje finns icke-metallerna.
Traditionellt delar man in metallerna efter densiteten i lättmetaller och tungmetaller samt efter dess påverkan av omgivningen i ädla och oädla metaller. Distinktionen används även allmänt i betydelsen att tungmetaller är toxiska för miljö och människor. I nedanstående tabell visas en översikt över metallernas indelning i det periodiska systemet vad gäller densitet. Denna kategorisering har dock ifrågasatts, bl.a. av den internationella organisationen för nomenklatur inom kemiområdet, IUPAC. Ingen bestämd densitetsgräns finns som definierar vilka metaller som är "tunga", men ofta används 5000 kg/m3. Därmed hamnar flertalet metaller i gruppen tunga metaller, men de skiljer sig väsentligt från varandra, såväl med avseende på toxicitet som andra egenskaper. Kritiker har därför förordat att andra benämningar används som bättre kategoriserar det man önskar uttrycka 
| H  |    |    |    |    |    |    |    |    |    |    |    |    |    |    |    |    |    | He |
| Li | Be |    |    |    |    |    |    |    |    |    |    |    | B  | C  | N  | O  | F  | Ne |
| Na | Mg |    |    |    |    |    |    |    |    |    |    |    | Al | Si | P  | S  | Cl | Ar |
| K  | Ca | Sc |    | Ti | V  | Cr | Mn | Fe | Co | Ni | Cu | Zn | Ga | Ge | As | Se | Br | Kr |
| Rb | Sr | Y  |    | Zr | Nb | Mo | Tc | Ru | Rh | Pd | Ag | Cd | In | Sn | Sb | Te | I  | Xe |
| Cs | Ba | La | *  | Hf | Ta | W  | Re | Os | Ir | Pt | Au | Hg | Tl | Pb | Bi | Po | At | Rn |
| Fr | Ra | Ac | ** | Rf | Db | Sg | Bh | Hs | Mt | Ds | Rg |    |    |    |    |    |    |    |
| -- | -- | -- | -- | -- | -- | -- | -- | -- | -- | -- | -- | -- | -- | -- | -- | -- | -- | -- |
|    |    |    |    |    |    |    |    |    |    |    |    |    |    |    |    |    |    |    |
|    |    |    | *  | Ce | Pr | Nd | Pm | Sm | Eu | Gd | Tb | Dy | Ho | Er | Tm | Yb | Lu |    |
|    |    |    | ** | Th | Pa | U  | Np | Pu | Am | Cm | Bk | Cf | Es | Fm | Md | No | Lr |    |

| Lättmetaller < 5 g/cm³ | Tungmetaller < 10 g/cm³ | Tungmetaller > 10 g/cm³ |

## Egenskaper
Metallatomer känns igen på följande kemiska egenskaper:
- antalet elektroner i det yttre skalet är litet och mindre än koordinationstalet.
- joniseringsenergin är liten, mindre än ungefär 10 eV.

Detta innebär att metallatomerna lätt släpper ifrån sig valenselektroner och bildar positivt laddade joner (katjoner), som hålls samman av metallbindningar och bildar ett metallgitter, en kristallin struktur. Gittret ger metallen dess formbarhet och de fria elektronerna som finns i ett gemensamt "elektronmoln" gör att metaller är utmärkta värme- och elektriska ledare, samt gör att metallen blir reflektiv. Det gör också att ämnet absorberar åtskilliga ljusvåglängder vilket resulterar i att metaller har en grå, silvrig till svart färg och är ogenomskinliga. Den relativt starka metallbindningen gör att metaller i allmänhet har en hög smältpunkt.
Metaller är i allmänhet instabila ämnen, dess yta reagerar ofta med till exempel den omgivande luften och korroderar. Järn rostar sönder under flera år och kalium brinner upp på ett par sekunder. För att förhindra korrosionen kan man behandla metallen på olika sätt, till exempel genom att täcka ytan med färg eller genom anodisering.

## Legeringar
Legeringar är material med metalliska egenskaper vilket består av två eller flera grundämnen (legeringskomponenter), varav minst ett är metall. Några kända legeringar är amalgam, brons, mässing och stål.

## Ädelmetaller
En ädelmetall är ett metalliskt grundämne som ofta har ett högt ekonomiskt värde. Hit brukar räknas bland andra guld, silver och platina. Ädelmetaller bildar inte gärna joner. Inom kemin räknas även koppar som ädelmetall. Inom fysiken räknas enbart koppar, silver och guld som ädelmetaller.